# 噻环庚烷
噻环庚烷是一种有机硫化合物，分子式为(CH2)6S。噻环庚烷类是含有硫化物的七元杂环化合物。母体噻环庚烷很少得到研究。
已知存在多种衍生物。六噻环庚烷（CAS RN 17233-71-5，熔点90 °C）的分子式为CH2S6。一种天然存在的衍生物是蘑菇香精，1,4-(CH2)2S5。
噻环庚烷（六噻环庚烷）本身可以是采矿后废料堆中自然煤火的产物。